# 高須洋介
高須 洋介（たかす ようすけ、1976年2月9日 - ）は、佐賀県伊万里市出身の元プロ野球選手（内野手、右投右打）、コーチ、野球解説者。

## 経歴

### プロ入り前
佐賀県で生まれ、幼稚園からは名古屋市名東区上社に移る。名古屋市立猪高小学校に進学し、5年生の時に部活で本格的に野球を始める。名古屋市立猪高中学校では中心選手として投手と三塁手を兼任、県大会3位の好成績を収めた。中学3年途中で石川県金沢市に転居。
高校は金沢高校に進学。1993年の3年時は第65回選抜高等学校野球大会、第75回全国高等学校野球選手権大会に連続出場。夏の甲子園では後にチームメイトとなる山村宏樹（甲府工）と対戦したが、4打数無安打に終わった。
その後青山学院大学に進学。1年次から二塁手でレギュラー。3年間、1学年上の井口忠仁と二遊間を組む。井口卒業後は遊撃手、三塁手も務める。井口の他、1学年上には澤崎俊和、清水将海、倉野信次、2学年上に坪井智哉らがおり、各大会で優勝を収め黄金時代を築いた。
東都大学野球リーグ通算91試合出場、320打数94安打、打率.294、1本塁打、29打点。1995年秋季と1996年春季のリーグで2季連続首位打者を獲得した。ベストナイン3回受賞。二塁・遊撃・三塁の各ポジションで受賞しており、内野3ポジションでベストナイン獲得はリーグ史上初の快挙。
1997年の日米大学野球でMVP獲得。5試合中2試合で本塁打を放つなどの活躍でチームの優勝に貢献。1997年のIBAFインターコンチネンタルカップではベストナインに選出された。
1997年のドラフト会議で近鉄バファローズから2位指名を受け入団。背番号は「4」をもらい、同番号の前任者で引退した大石大二郎の後継者として期待をかけられる。

### 近鉄時代
1998年、入団1年目。開幕一軍を果たすが、当時の正二塁手水口栄二の壁は厚く3試合の出場にとどまる。2年目の1999年は守備と犠牲バントを認められ116試合に出場。しかしオフに右肘靱帯再建手術を受け、翌1年はリハビリに費やす。
2000年途中に実戦復帰するものの後遺症に悩まされ、2年連続出場試合が1ケタ台、シーズン無安打に終わったことから一時期プロをあきらめかける。
2002年から2004年までのシーズンは、再びポジション争いに参戦したものの定位置確保とはならなかった。
2004年シーズンオフ、選手分配ドラフトを経て東北楽天ゴールデンイーグルスへ移籍。このオフには的山哲也と共に視力の矯正手術も受ける。また、楽天移籍を転機に、打撃に対する考え方を180度変え、バッティングフォーム他さまざまな部分を見直す。

### 楽天時代

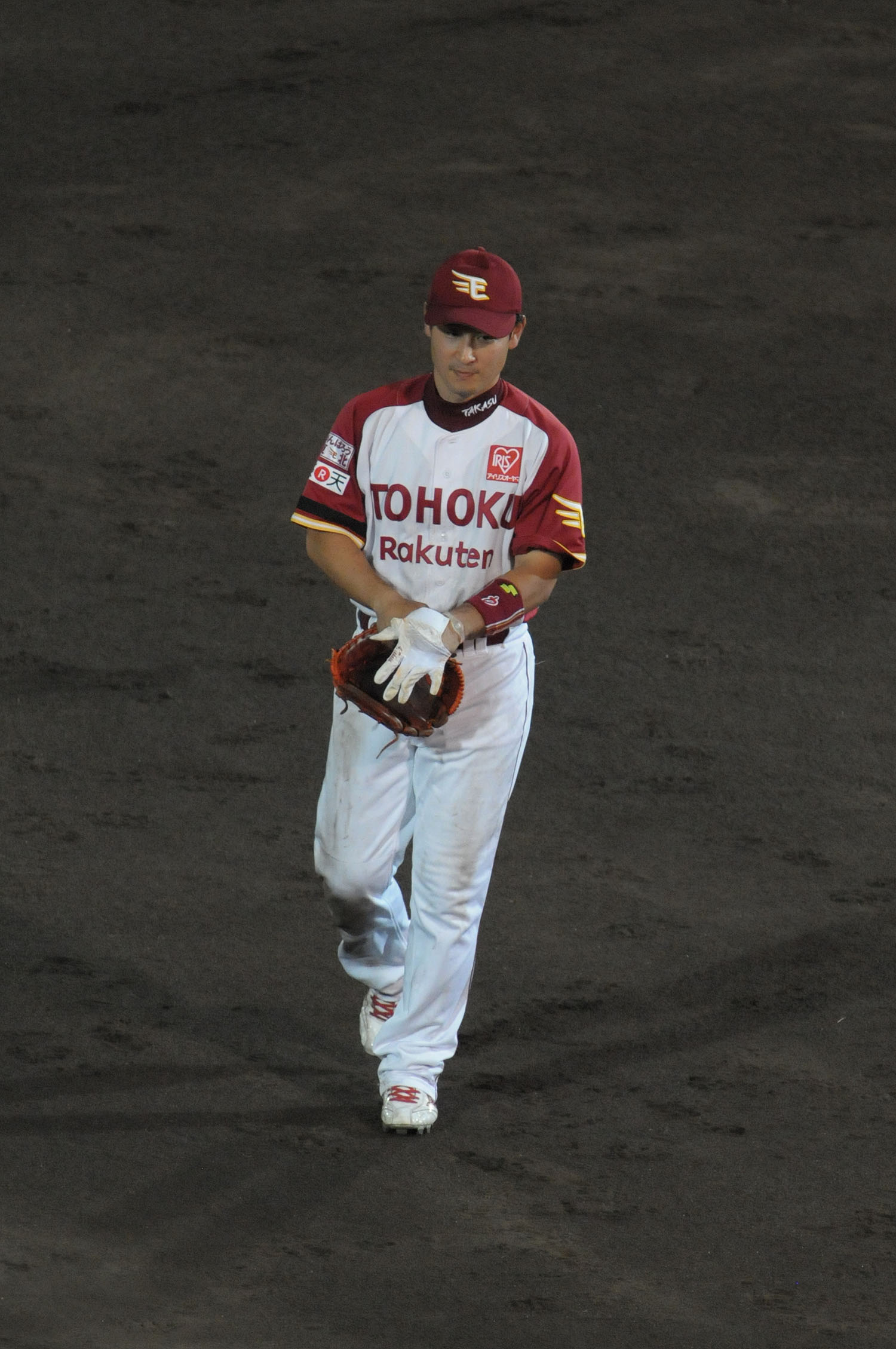
2011年

2005年、球団初試合となる3月26日の千葉ロッテマリーンズ戦に「2番・二塁手」としてスタメン出場。1回に球団初安打、3回には球団初二塁打を打ち球団初得点を記録する。以後も田尾安志監督に指名され、酒井忠晴や大島公一を抑えて二塁手のレギュラーを獲得する。しかし夏場に扁桃炎による発熱やアキレス腱痛などの故障で戦線離脱したため、出場数は82試合となる。
2006年、腰痛の影響で出遅れ開幕一軍ならず。4月4日の西武戦で一軍登録後、4試合連続でタイムリーを放つ。以後、2番セカンドとして定着、離脱者が増えた8月からは3番にも座った。最終的に、リーグトップの得点圏打率（.378）、二塁手部門守備率1位（.992）、出塁率5位（.373）などの好成績を残し、自身初の規定打席到達となった。オフには野村克也率いるイオン日米野球2006に出場した。6月10日の広島戦で小指を骨折。取材で「今でも指が完全に曲がらない」と語った。
2007年、プロ入り10年目となり、礒部公一に代わる第2代楽天選手会長に就任。5月には「3試合連続お立ち台」を含む5試合でヒーロー。前半戦の得点圏打率は.470と驚異的な数字にまで上昇した。シーズン終盤は怪我が重なり若手にスタメンを譲る場面も見られたが、最終的にはプロ入り後最多の130試合に出場、2年連続となるリーグトップの得点圏打率（打率.386）を記録。野村監督から勝負強さを評価されて「必殺仕事人」と命名された。
2008年、7月16日の日本ハム戦で球団記録を更新する16試合連続安打を打つなど、シーズン中盤までは好調を維持し、時には3番を任される時もあった。しかし守備では怪我の影響もあってやや精彩を欠き、2年連続二塁手としてのリーグ最多失策（11失策）。後半は怪我もありスタメン落ちや二軍落ちも経験する。しかし粘り強い打撃は健在で、三振は規定打席到達者中最少のわずか38個だった。自己最多の4本塁打・45打点を挙げ、32犠打でリーグ最多犠打。シーズン終了後、痛めていた左足首の手術を行った。
2009年、前年の手術の影響か開幕スタメンは新加入の小坂誠に譲ったが、3割を超える好調な打撃ですぐにレギュラーの座を取り返した。相変わらずの得点圏打率の高さを記録するなど打線を牽引していたが、5月6日の西武戦で片岡易之が放ったセンター前への飛球を捕球する際にセンターの鉄平と交錯、左足首を捻挫して登録選手を抹消された（後に靱帯損傷と発表）。3か月に及ぶリハビリの末、8月5日に一軍復帰。10月16日の福岡ソフトバンクホークスとのクライマックスシリーズ第1ステージ第1戦では杉内俊哉から初回先頭打者本塁打を放った。チームはCS初勝利を挙げ、翌日も勝ち、第2ステージ進出を決めた。第2ステージでは日本ハムに敗れ、日本シリーズ進出はならなかったが、チームにとっては球団初のAクラス入りを果たすなど大きく成長した一年となった。
2010年、開幕直後は絶好調で鉄平に代わって3番に座ることもあった。3月31日のロッテ戦にて球団新記録となる、高須自身の1号ソロホームランを含む1試合5安打を記録。4月17日のソフトバンク戦で2打席連続2点タイムリーで計4打点、6月24日の西武戦では逆転2ランを含む3安打5打点と大暴れした。後半戦でも9月19日のロッテ戦で9回裏に小林宏から「逆転サヨナラ3ラン」を放つなど勝負強さを発揮した。最終的に打率は.268に終わり、規定打席到達も逃したものの、自己最多となる6本塁打、48打点を記録した。守備面では2006年以来となる自身二度目の二塁手部門での守備率1位（.992）を達成。6月10日には出場選手登録日数が9年に達し、プロ13年目にして海外FA権を取得した。
2011年、新加入で正三塁手として期待された岩村明憲の極度の不振や二塁手の内村賢介の成長により、シーズン途中から三塁手として起用されることになった。試合の終盤には守備固めと交代するシーンが多かったが、時折ファインプレーを見せることもあり、三塁の守備は安定していた。打撃面では、3番や5番のクリーンナップを任されることが多かったが3年ぶりに規定打席に到達し、本塁打は1本しか打てなかったものの、安打数も100本を越すなど1年を通して安定した成績を残した。日本ハムのルーキー・斎藤佑樹に相性が良く、13打数8安打で打率.615を記録した。オフにはFA権を行使しての国内球団移籍も視野に入れたが、行使せず残留。「仙台への愛着が一番の理由です。楽天で優勝したいという強い思いを持っている」と語った。
2012年、開幕戦は「6番・三塁手」で先発出場し、2回にチーム初ヒットを放つなど4打数2安打と好スタートを切った。開幕直後は3割を超える打率と、高い出塁率でチームを支えた。5月13日のオリックス戦では8回に木佐貫洋から代打で決勝タイムリーを放ち、美馬学の先発転向後初勝利をアシストした。しかし、持ち味の得点圏での打撃は精彩を欠き、右肘痛の影響や、枡田慎太郎などの台頭が重なりスタメンを外れることが増え、7月26日に出場選手登録抹消。結局シーズン終了まで一軍に上がることはなかった。契約更改では、年俸半減の3750万円で更改した。
2013年、開幕を一軍で迎えたが、開幕から11打席連続無安打の不振。ケーシー・マギーの加入や藤田一也・銀次のブレイクの影響で、スタメン出場こそ例年より減少したが、出場した試合では持ち前の勝負強さを随所で発揮した。しかし、6月14日に出場選手登録を抹消されると、シーズン終了まで二軍でプレー。チームはパシフィック・リーグでの初優勝・日本シリーズへの初進出を決めたが、高須自身は右ヒジのクリーニング手術を受けたこともあって、ポストシーズンでも出番がなかった。結局、日本シリーズ期間中の10月29日に、球団から戦力外通告を受ける。これに対して、同シリーズの終了後に、学生野球の指導者になるための講習会（11月9日）や第1回12球団合同トライアウト（11月10日）へ参加した。なお、一部報道では戦力外通告の際に球団でコーチやフロントへの転身を打診したとされているが、本人はトライアウトの当日に「オファーがなければ指導者にもなれない」として報道を否定。さらに、「『自分の中で納得できたら』という思いから、今後への勉強を兼ねてトライアウトを受けた。トライアウトの結果にはこだわっていない」と話している。

### 独立リーグ・新潟時代
2014年、選手兼野手総合コーチとしてBCリーグ・新潟アルビレックスBCに入団したが、1年で退団と同時に現役を引退。

### 現役引退後
2015年から横浜DeNAベイスターズで二軍打撃コーチを務め、2016年から2年間二軍チーフ打撃コーチを務め退団。2018年から一軍打撃コーチとして楽天に復帰した。楽天では2018年の4月終了時点でチーム成績もチーム打率も低迷していたため、4月30日の試合終了後から、栗原健太と入れ替わる格好で二軍打撃コーチへ異動。異動後は一軍へ復帰せず、翌2019年に二軍育成総合コーチを務めたが、契約満了を機にこの年限りで退団した。
2020年には、東北放送（TBCテレビ・TBCラジオ）で野球解説者として活動することを予定していた。しかし、日本における新型コロナウイルスへの感染拡大の影響でNPBレギュラーシーズンの開幕が当初の予定から3ヶ月延期されたことなどから、実際には解説の機会がなかった。開幕6日後の6月25日に、台湾の中華職業棒球大聯盟（CPBL）に加盟する味全ドラゴンズの内野守備コーチへ就任することが発表された。2022年5月13日、配置転換により二軍監督代行に就任した。2023年8月に一軍打撃コーチになり後期シーズンで優勝、年間勝率1位も達成し、24年ぶりに台湾シリーズも制した。

## 選手としての特徴
堅実な打撃・守備でナインの脇を固めるアベレージヒッター。パワーは乏しいもののバットコントロールが上手く、三振が少ない。2011年シーズンの規定打席に達した打者のうち、三振はリーグ最小の39、空振りはそれより少ない38だった。
前述のように野村克也にはその打撃を高く評価されていたが、星野仙一にも「状況に応じた打撃ができる。間の取り方がうまいから弱点が少ない」「あの間の取り方は天才的。若いやつも見習ってほしい」と評され信頼を置かれている。
週刊ベースボールのクラッチヒッターのアンケートでは現役部門でトップを獲得するなど、チャンスに強いことで有名で、楽天移籍後の2005年から2010年にかけては通算得点圏打率.350を記録し、決勝タイムリーやサヨナラヒットを多々記録している。しかし統一球が導入された2011年からは通算得点圏打率.251とやや精彩を欠いている。
若手時代、西武の松坂大輔を得意としており松坂キラーと呼ばれていた。

## 詳細情報

### 年度別打撃成績
| 年 度      | 球 団      | 試 合 | 打 席 | 打 数 | 得 点 | 安 打 | 二 塁 打 | 三 塁 打 | 本 塁 打 | 塁 打 | 打 点 | 盗 塁 | 盗 塁 死 | 犠 打 | 犠 飛 | 四 球 | 敬 遠 | 死 球 | 三 振 | 併 殺 打 | 打 率 | 出 塁 率 | 長 打 率 | O P S |
| ---------- | ---------- | ----- | ----- | ----- | ----- | ----- | -------- | -------- | -------- | ----- | ----- | ----- | -------- | ----- | ----- | ----- | ----- | ----- | ----- | -------- | ----- | -------- | -------- | ----- |
| 1998       | 近鉄       | 3     | 8     | 6     | 1     | 2     | 0        | 0        | 0        | 2     | 1     | 0     | 0        | 1     | 1     | 0     | 0     | 0     | 2     | 0        | .333  | .286     | .333     | .619  |
| 1999       | 近鉄       | 116   | 380   | 316   | 33    | 71    | 14       | 3        | 2        | 97    | 33    | 10    | 5        | 24    | 1     | 34    | 0     | 5     | 55    | 7        | .225  | .309     | .307     | .616  |
| 2000       | 近鉄       | 5     | 5     | 4     | 1     | 0     | 0        | 0        | 0        | 0     | 0     | 0     | 0        | 0     | 0     | 1     | 0     | 0     | 0     | 0        | .000  | .200     | .000     | .200  |
| 2001       | 近鉄       | 2     | 0     | 0     | 0     | 0     | 0        | 0        | 0        | 0     | 0     | 0     | 0        | 0     | 0     | 0     | 0     | 0     | 0     | 0        | ----  | ----     | ----     | ----  |
| 2002       | 近鉄       | 69    | 215   | 192   | 17    | 49    | 14       | 2        | 2        | 73    | 16    | 3     | 1        | 15    | 1     | 6     | 1     | 1     | 34    | 5        | .255  | .280     | .380     | .660  |
| 2003       | 近鉄       | 17    | 29    | 24    | 3     | 3     | 2        | 0        | 0        | 5     | 3     | 0     | 0        | 2     | 0     | 3     | 0     | 0     | 4     | 0        | .125  | .222     | .208     | .430  |
| 2004       | 近鉄       | 93    | 114   | 98    | 16    | 16    | 4        | 1        | 0        | 22    | 12    | 0     | 1        | 7     | 2     | 7     | 0     | 0     | 10    | 4        | .163  | .215     | .224     | .439  |
| 2005       | 楽天       | 82    | 346   | 317   | 38    | 88    | 13       | 2        | 1        | 108   | 27    | 14    | 2        | 9     | 1     | 17    | 0     | 2     | 48    | 9        | .278  | .318     | .341     | .659  |
| 2006       | 楽天       | 118   | 477   | 403   | 41    | 121   | 16       | 2        | 1        | 144   | 38    | 10    | 7        | 24    | 2     | 40    | 1     | 8     | 55    | 10       | .300  | .373     | .357     | .730  |
| 2007       | 楽天       | 130   | 551   | 481   | 54    | 136   | 26       | 1        | 1        | 167   | 44    | 15    | 6        | 30    | 2     | 32    | 0     | 6     | 51    | 11       | .283  | .334     | .347     | .681  |
| 2008       | 楽天       | 123   | 449   | 383   | 44    | 108   | 20       | 1        | 4        | 142   | 45    | 6     | 1        | 32    | 1     | 29    | 0     | 4     | 38    | 10       | .282  | .338     | .371     | .709  |
| 2009       | 楽天       | 67    | 236   | 204   | 18    | 62    | 13       | 0        | 1        | 78    | 22    | 1     | 1        | 9     | 3     | 18    | 1     | 2     | 18    | 5        | .304  | .361     | .382     | .743  |
| 2010       | 楽天       | 102   | 421   | 369   | 27    | 99    | 16       | 0        | 6        | 133   | 48    | 1     | 1        | 12    | 3     | 30    | 0     | 7     | 44    | 10       | .268  | .333     | .360     | .693  |
| 2011       | 楽天       | 128   | 472   | 429   | 28    | 119   | 10       | 1        | 1        | 134   | 30    | 5     | 3        | 8     | 1     | 29    | 0     | 5     | 39    | 10       | .277  | .330     | .312     | .642  |
| 2012       | 楽天       | 58    | 212   | 176   | 16    | 43    | 7        | 0        | 0        | 50    | 9     | 2     | 0        | 8     | 2     | 24    | 0     | 2     | 15    | 5        | .244  | .338     | .284     | .626  |
| 2013       | 楽天       | 21    | 55    | 50    | 3     | 8     | 1        | 0        | 0        | 9     | 3     | 0     | 0        | 2     | 1     | 2     | 0     | 0     | 6     | 2        | .160  | .189     | .180     | .369  |
| 通算：16年 | 通算：16年 | 1134  | 3970  | 3452  | 340   | 925   | 156      | 13       | 19       | 1164  | 331   | 67    | 28       | 183   | 21    | 272   | 3     | 42    | 419   | 88       | .268  | .327     | .337     | .664  |

- 各年度の太字はリーグ最高

### 年度別守備成績
| 年 度 | 球 団 | 二塁  | 二塁  | 二塁  | 二塁  | 二塁  | 二塁     | 三塁  | 三塁  | 三塁  | 三塁  | 三塁  | 三塁     | 遊撃  | 遊撃  | 遊撃  | 遊撃  | 遊撃  | 遊撃     | 外野  | 外野  | 外野  | 外野  | 外野  | 外野     |
| 年 度 | 球 団 | 試 合 | 刺 殺 | 補 殺 | 失 策 | 併 殺 | 守 備 率 | 試 合 | 刺 殺 | 補 殺 | 失 策 | 併 殺 | 守 備 率 | 試 合 | 刺 殺 | 補 殺 | 失 策 | 併 殺 | 守 備 率 | 試 合 | 刺 殺 | 補 殺 | 失 策 | 併 殺 | 守 備 率 |
| ----- | ----- | ----- | ----- | ----- | ----- | ----- | -------- | ----- | ----- | ----- | ----- | ----- | -------- | ----- | ----- | ----- | ----- | ----- | -------- | ----- | ----- | ----- | ----- | ----- | -------- |
| 1998  | 近鉄  | 3     | 3     | 4     | 1     | 0     | .875     | -     | -     | -     | -     | -     | -        | 1     | 0     | 0     | 0     | 0     | ----     | -     | -     | -     | -     | -     | -        |
| 1999  | 近鉄  | 114   | 199   | 306   | 9     | 66    | .982     | -     | -     | -     | -     | -     | -        | 1     | 0     | 2     | 0     | 0     | 1.000    | -     | -     | -     | -     | -     | -        |
| 2000  | 近鉄  | 4     | 0     | 2     | 0     | 1     | 1.000    | -     | -     | -     | -     | -     | -        | -     | -     | -     | -     | -     | -        | -     | -     | -     | -     | -     | -        |
| 2002  | 近鉄  | 61    | 85    | 137   | 3     | 19    | .987     | -     | -     | -     | -     | -     | -        | 2     | 3     | 4     | 0     | 0     | 1.000    | -     | -     | -     | -     | -     | -        |
| 2003  | 近鉄  | 13    | 15    | 22    | 0     | 9     | 1.000    | -     | -     | -     | -     | -     | -        | 3     | 2     | 4     | 0     | 0     | 1.000    | -     | -     | -     | -     | -     | -        |
| 2004  | 近鉄  | 77    | 57    | 116   | 4     | 21    | .977     | -     | -     | -     | -     | -     | -        | 7     | 8     | 10    | 0     | 1     | 1.000    | 1     | 0     | 0     | 0     | 0     | ----     |
| 2005  | 楽天  | 74    | 165   | 224   | 3     | 44    | .992     | -     | -     | -     | -     | -     | -        | 10    | 13    | 22    | 0     | 4     | 1.000    | -     | -     | -     | -     | -     | -        |
| 2006  | 楽天  | 105   | 192   | 307   | 4     | 56    | .992     | -     | -     | -     | -     | -     | -        | 15    | 20    | 45    | 1     | 3     | .985     | -     | -     | -     | -     | -     | -        |
| 2007  | 楽天  | 128   | 293   | 363   | 11    | 83    | .984     | -     | -     | -     | -     | -     | -        | -     | -     | -     | -     | -     | -        | -     | -     | -     | -     | -     | -        |
| 2008  | 楽天  | 110   | 216   | 299   | 11    | 49    | .979     | 2     | 1     | 1     | 0     | 1     | 1.000    | -     | -     | -     | -     | -     | -        | -     | -     | -     | -     | -     | -        |
| 2009  | 楽天  | 59    | 120   | 156   | 1     | 27    | .996     | -     | -     | -     | -     | -     | -        | -     | -     | -     | -     | -     | -        | -     | -     | -     | -     | -     | -        |
| 2010  | 楽天  | 102   | 215   | 298   | 4     | 56    | .992     | -     | -     | -     | -     | -     | -        | -     | -     | -     | -     | -     | -        | -     | -     | -     | -     | -     | -        |
| 2011  | 楽天  | 65    | 148   | 129   | 3     | 28    | .989     | 58    | 35    | 86    | 4     | 5     | .968     | -     | -     | -     | -     | -     | -        | -     | -     | -     | -     | -     | -        |
| 2012  | 楽天  | -     | -     | -     | -     | -     | -        | 53    | 13    | 86    | 5     | 6     | .952     | -     | -     | -     | -     | -     | -        | -     | -     | -     | -     | -     | -        |
| 2013  | 楽天  | -     | -     | -     | -     | -     | -        | 18    | 6     | 17    | 2     | 1     | .920     | -     | -     | -     | -     | -     | -        | -     | -     | -     | -     | -     | -        |
| 通算  | 通算  | 915   | 1708  | 2363  | 54    | 459   | .991     | 113   | 49    | 173   | 11    | 12    | .961     | 39    | 46    | 87    | 1     | 8     | .993     | 1     | 0     | 0     | 0     | 0     | ----     |

- 各年度の太字はリーグ最高

### 記録
NPB初記録
- 初出場・初先発出場：1998年10月3日、対オリックス・ブルーウェーブ27回戦（グリーンスタジアム神戸）、9番・二塁手で先発出場
- 初打席：同上、3回表に金田政彦から遊撃ゴロ
- 初安打：同上、5回表に平井正史から左前安打
- 初打点：同上、7回表に鈴木平から左犠飛
- 初盗塁：1999年4月6日、対オリックス・ブルーウェーブ1回戦（大阪ドーム）、6回裏に二盗（投手：牧野塁、捕手：日高剛）
- 初本塁打：1999年5月21日、対日本ハムファイターズ9回戦（東京ドーム）、8回表に石井丈裕から左越2ラン

NPB節目の記録
- 1000試合出場：2011年7月29日、対千葉ロッテマリーンズ10回戦（QVCマリンフィールド）、5番・三塁手で先発出場 ※史上445人目

NPBその他の記録
- 楽天球団公式戦初安打：2005年3月25日、対千葉ロッテマリーンズ1回戦（千葉マリンスタジアム）、1回表1死に清水直行から右前安打
- オールスターゲーム出場：1回 （2007年）

### 独立リーグでの打撃成績
| 年 度     | 球 団     | 試 合 | 打 数 | 得 点 | 安 打 | 二 塁 打 | 三 塁 打 | 本 塁 打 | 打 点 | 三 振 | 四 球 | 死 球 | 犠 打 | 犠 飛 | 盗 塁 | 失 策 | 併 殺 打 | 打 率 | 出 塁 率 | 長 打 率 | O P S |
| --------- | --------- | ----- | ----- | ----- | ----- | -------- | -------- | -------- | ----- | ----- | ----- | ----- | ----- | ----- | ----- | ----- | -------- | ----- | -------- | -------- | ----- |
| 2014      | 新潟      | 28    | 68    | 7     | 18    | 1        | 0        | 1        | 4     | 2     | 7     | 0     | 1     | 0     | 0     | 4     | 3        | .265  | .333     | .353     | .686  |
| 通算：1年 | 通算：1年 | 28    | 68    | 7     | 18    | 1        | 0        | 1        | 4     | 2     | 7     | 0     | 1     | 0     | 0     | 4     | 3        | .265  | .333     | .353     | .686  |

### 背番号
- 4 （1998年 - 2014年）
- 87 （2015年 - 2017年）
- 76 （2018年 - 2019年）
- 70 （2020年 - ）